# Boleyn Ground
Boleyn Ground (także Upton Park) – stadion piłkarski w Londynie, na którym swoje mecze w latach 1904-2016 rozgrywał klub West Ham United. 
Klub przeniósł się na Boleyn Ground na rozpoczęcie sezonu 1904/1905. W sierpniu 1944, w czasie II wojny światowej, w tej części Londynu wybuchła niemiecka bomba, co zmusiło West Ham do rozgrywania spotkań poza Upton Park. Jednak już w grudniu tego samego roku Młoty mogły wrócić na własny stadion, co przełożyło się na zwycięstwo w spotkaniu derbowym z Tottenhamem 1-0.
Rekord frekwencji padł 17 października 1970, kiedy West Ham podejmował rywala zza miedzy, Tottenham Hotspur F.C. Na spotkanie derbowe przyszły aż 42 322 osoby. Spotkanie to większość kibiców musiała oglądać na stojąco, a tylko nieliczni oglądali mecz wygodnie siedząc. Na przerobionym stadionie (wszystkie miejsca siedzące) pojemność znacznie się zmniejszyła. Na spotkanie West Ham – Manchester City w 2002 przyszło 35 050 kibiców, co jest rekordem przebudowanej areny.
Upton Park podzielony był na 4 główne trybuny. Każda z nich miała własną nazwę i historię. Były to: The Centenary Stand (później "Sir Trevor Brooking Stand"), The Bobby Moore Stand, The East Stand i The Dr. Martens Stand (później "The Betway Stand").
Wygrany mecz z Manchester United F.C. był ostatnim meczem rozgrywanym na Upton Park. Piłkarze "Młotów" od sezonu 2016/2017 grają na Stadionie Olimpijskim w Londynie